# Eduard Lissner
Eduard Lissner, auch: Lißner (* 20. September 1891 in Hannover; † 12. Dezember 1951) war ein deutscher Politiker (SPD/SED) und Gewerkschafter.

## Leben
Lissner, Sohn eines Schmieds, besuchte die Volksschule in Hannover. Er erlernte 1905 den Seemannsberuf und übte diesen bis 1914 aus. 1911 wurde er Mitglied im Seemannsverband und der Sozialdemokratischen Partei Deutschlands (SPD). Von 1914 bis 1918 leistete er Kriegsdienst im Ersten Weltkrieg. 1918 wurde er Mitglied des Deutschen Metallarbeiter-Verbandes (DMV). Von 1920 bis 1928 war er Betriebsratsvorsitzender auf der Ostseewerft Stettin, von 1928 bis 1933 hauptamtlicher Angestellter des DMV.
Nach der „Machtergreifung“ der Nationalsozialisten wurde Lissner entlassen und war lange Zeit arbeitslos. 1937 fand er Arbeit als Takler auf den Stettiner Oderwerken, wo er bis 1945 beschäftigt war. Im August 1944 wurde er verhaftet.
Nach Zusammenbruch des Naziregimes war Lissner zunächst bei der Stadtverwaltung Stettin und im Arbeitsamt beschäftigt. Im Juli 1945 wurde er zusammen mit anderen Genossen von dem damaligen Oberbürgermeister und unter Mithilfe der Roten Armee aus Stettin in die SBZ abbefördert. Dort wurde er Mitglied der SPD und des Freien Deutschen Gewerkschaftsbundes (FDGB). Ab August 1945 war er bei der Stadtverwaltung Schwerin angestellt. Im September 1945 wurde er Abteilungsleiter im Landesvorstand des FDGB Mecklenburg. 1946/47 war er Zweiter Vorsitzender des FDGB-Landesvorstandes Mecklenburg.
Von 1946 bis 1950 war Lissner zudem Abgeordneter des Landtages von Mecklenburg.